# Cambridge Five
Die Cambridge Five waren ein Spionagering des NKWD und später des KGB innerhalb des britischen Inlandsgeheimdienst MI5 und teilweise auch in der CIA. Sie gelten als die erfolgreichsten Agenten in westlichen Nachrichtendiensten.
Kim Philby (Deckname: Söhnchen), Donald Maclean, Guy Burgess, Anthony Blunt und John Cairncross wurden in den 1930ern am Trinity College der Universität Cambridge angeworben. Blunt und Burgess wurden Mitglieder der elitären, bereits seit 110 Jahren bestehenden Cambridge Apostles, die inzwischen kommunistisch unterwandert war.
Sie versorgten im Zweiten Weltkrieg und bis in die frühen 1950er hinein die Sowjetunion mit wichtigen Informationen. Spekulationen über weitere Mitglieder des Spionagerings halten bis heute an. 1941 wurden sie von Anatoli Gorski (NKWD, † 1980) geführt.
Sie wurden noch während ihres Studiums rekrutiert, um später im britischen Geheimdienst in hohe Positionen gelangen zu können. Im Weltkrieg versorgten sie die Sowjetunion mit Informationen über Strategie und Waffentechnik der westlichen Alliierten. Später wechselten einige von ihnen in die USA, um dort beim Aufbau der CIA mitzuhelfen. Stalin misstraute ihren Informationen jahrelang und hielt sie für Doppelagenten.
Burgess und Maclean flüchteten 1951 in die UdSSR, Philby war bis 1963 als Agent aktiv, bevor er sich ebenfalls dorthin absetzte. Er arbeitete bis zu seinem Tod 1988 als Berater des KGB. Blunt wurde 1964 enttarnt. Als Leiter der königlichen Gemäldegalerie wurde ihm jedoch politische Immunität zugestanden, um die Königsfamilie nicht in den Skandal hineinzuziehen. Erst 1979 wurde ihm seine mittlerweile verliehene Ritterwürde aberkannt.
Neben der in Cambridge dürfte wohl auch eine Oxford-Connection bestanden haben, aber bislang konnten den KGB-Archiven nur die Decknamen Bunny und Scott, Deckname des Chefrekrutierers, entnommen werden. Die genaue Zahl der Agenten dieses Rings ist unbekannt.